# ティグレ (経済団体)
ティグレ（英語: Tigre）とは、日本の中小企業の経済団体である。
グループに属する様々な組織（後述）を展開しており、グループ組織には株式会社の他、士業系の専門職の法人、協同組合、政治団体、シンクタンクなどが名を連ねている。グループの各組織が連携して、様々な機能をこなせる全国組織として活動している。会員数3万者を自称し、東京・愛知・大阪・福岡など全国30箇所に拠点を持つ。
同和団体である部落解放同盟の事実上の関連組織という前身を持つ（後述）。

## 概要
「中小企業・小規模事業者の経済的地位の向上や、平和・人権・環境を大切にした真に豊かな活力ある社会の発展に寄与する」ことを掲げている。
中小企業の団体として、国から労働保険事務組合に指定されている。また、中小企業が小規模企業共済や中小企業退職金共済制度に加盟する際の手続き上の支援も行っている。他に加盟企業に対する生活相談や社会貢献活動も行う。
同和団体の部落解放同盟の委員長を務めた日本社会党所属の代議士の上田卓三が1973年に大阪府で大阪府中小企業連合会（おおさかふちゅうしょうきぎょうれんごうかい、略称：中企連）として結成。
1996年に名称を変更してティグレ（スペイン語でトラを意味する）となり、全国に展開して、今に至る。
政治家上田卓三の傘下団体として、部落解放大阪府企業連合会（略称：大企連または企業連）が大阪国税局側と結んだ事実上の税務申告のフリーパス化（七項目の確認事項）を一般の中小企業にまで広げようという趣旨の下で、「中企連」が設立された。中企連は会員企業の税務申告の手伝いをすることで会員企業は節税を行わせて、代わりにその節税分の約20%を中企連は会費として取っていたという指摘もある。
また巨額脱税事件の「東京パブコ脱税事件」ではティグレの関係者に有罪判決が宣告されたことが知られている。
その後、税務行政や経済環境の変化に伴い、平成17年、ティグレはグループ内に税理士法人（サポートワークス→現・ティグレパートナーズ）を設立した。
ティグレパートナーズは税理士業務においては事実上国税庁の指揮監督下に置かれ、グループ内税理士法人には元税務署員のOBも多数在籍している状況にあることから、前述の同和利権を背景とした性格は以前よりも薄れている。（ただし、ホームページ上では団体の成り立ちを掲載しており、その素性を隠している訳ではない。）
その一方で、部落解放同盟との結びつきを色濃く残した地域も一部に残っており、そのような地域においてはティグレを名乗らず、現在も「中企連」の名称を用いている。

## グループ法人・組織
- ティグレ連合会 - 会員制の経済団体。中小企業を会員としたティグレグループの中核組織。会報誌「Plus One」を発行している。
- 株式会社ティグレ - 上記グループの中核企業。主に上記経済団体の会員である中小企業経営者の納税、労務、経営に関するコンサルティングなどを行っている。保険代理店、宅地建物取引業も営む。
- ティグレ事業協同組合 - 外国人技能実習生の監理団体や特定技能の登録支援機関などを行っている協同組合。
- ティグレフォーラム - グループの政治団体。政策提言活動や議員や政党への支援活動を行う。歴史的に対立関係にあった日本共産党以外の与野党と広く交流を持つ。部落開放運動の繋がりで旧民主党系列（立憲民主党・国民民主党）や社民党との関わりがあり、上田卓三の秘書だった谷畑孝の関係で日本維新の会との繋がりも深く、大阪維新の会の結党メンバーであり党の副代表だった今井豊は大阪府議会議員を辞職する2021年8月までティグレフォーラムの顧問を務めていた[5]。2024年6月現在の組織内議員は、東京都議会議員の尾崎大介（都民ファーストの会）[6]、愛知県議会議員の高木浩司（立憲民主党）[7]、京都市会議員の安井勉（立憲民主党）[8]、三鷹市議会議員の髙谷真一朗（立憲民主党）[9]、北九州市議会議員の泉日出夫（国民民主党）[10]、東大阪市議会議員の鳴戸鉄哉（国民民主党）[11]、柏原市議会議員の鶴田将良（大阪維新の会）[12]、鹿児島県議会議員の福司山宣介（社民党）[13]、八尾市議会議員の竹田孝吏[14]の計6名がいる[15]。
- 税理士法人ティグレパートナーズ - グループの税理士法人。
- 社会保険労務士法人ティグレ - グループの社会保険労務士法人。
- 行政書士法人ティグレ - グループの行政書士法人。
- ジェーアイシー旅行センター株式会社 - ロシアやモンゴル専門の旅行会社。
- 一般社団法人関西中小企業研究所 - 関西の企業についてのシンクタンク。
- 一般社団法人中小企業研究所 - 東京の企業についてのシンクタンク。
- 一般社団法人ジオ政策研究所 - 大阪の総合シンクタンク。

出典。